# دانشگاه واریک
دانشگاه واریک (به انگلیسی: University of Warwick) یک دانشگاه تحقیقاتی دولتی در کاونتری واقع در میدلندز غربی انگلستان است که در سال ۱۹۶۵ میلادی و در راستای طرح‌توسعه تحصیلات تکمیلی دولت وقت تأسیس گردید. دو سال بعد در سال ۱۹۶۷ مدرسه کسب‌وکار واریک پایه‌گذاری شد. همچنین مدرسه علوم پزشکی واریک در سال ۲۰۰۰ آغاز به‌کار کرد. این دانشگاه در سال ۱۹۷۹ با کالج آموزشی کاونتری ادغام گردید. 
دانشگاه واریک در سال ۲۰۰۴ به مؤسسه تحقیقات بین‌المللی باغبانی پیوست. از سال ۲۰۱۵ تاکنون این دانشگاه هر ساله در رتبه ۱۰۰ دانشگاه معتبر جهان جای می‌گیرد.
محوطه دانشگاهی :دانشگاه واریک محوطه‌ای بالغ بر ۲۹۰هکتار زمین را در حومه شهر کاونتری در بر می‌گیرد. شامل چهار دانشکده هنر٬علوم پزشکی ، علوم و علوم اجتماعی می‌باشد. حدود ۲۳٬۶۰۰نفر دانشجو در این دانشگاه مشغول به تحصیل می‌باشند. همچنین ۱۸۰۰نفر در کادر آموزشی و تحقیقاتی فعالیت دارند.مرکز هنری واریک که یک مجموعه چند منظوره برای برگزاری مراسم هنری می‌باشد در داخل محوطه این دانشگاه قرار گرفته که از نظر وسعت بزرگترین در نوع خود خارج از پایتخت می‌باشد. دانشگاه واریک از زمان تأسیس همواره جزو ده دانشگاه رده اول انگلستان در کنار آکسفورد و کمبریج بوده‌است.
دانشگاه واریک به‌طور مداوم در بین ۱۰ دانشگاه برتر بریتانیا قرار دارد. همچنین این دانشگاه در نتایج REF در سال ۲۰۱۴ برای تحقیقاتش در رده هفتم بریتانیا قرار گرفته‌است.در سال ۲۰۱۷، دانشگاه وارویک به عنوان دانشگاهی با بیشترین نرخ اشتغال فارغ التحصیلان بالاتر از هر دانشگاه دیگر بریتانیا (همراه با دانشگاه سنت اندروز)، نامگذاری شد، ۹۷٫۷درصد فارغ التحصیلان این دانشگاه یا مشغول به کار شدند یا در مقاطع بالاتر ادامه تحصیل داده‌اند.

## رتبه‌بندی
در رتبه‌بندی دانشگاه‌های جهان QS در سال ۲۰۲۰ دانشگاه واریک در رده ۶۲ دنیا قرار گرفته‌است.همچنین در رتبه‌بندی مؤسسه تایمز در سال ۲۰۲۰ این دانشگاه رتبه ۷۷ را در بین دانشگاه‌های جهان از آن خود کرده‌است.
دانشگاه واریک در انگلستان در بین ۵ دانشگاه هدف شرکت‌های مالی وال استریت و سیتی لندن در جهت جذب کارآموز و تحلیلگر مالی قرار میگیرد. همچنین دپارتمان اقتصاد این دانشگاه برای اولین بار در رتبه بندی موسسه تایمز در سال ۲۰۲۵ موفق شد از دانشگاه کمبریج پیشی گرفته و برای اولین بار رتبه اول را از آن خود کند.

## نگارخانه

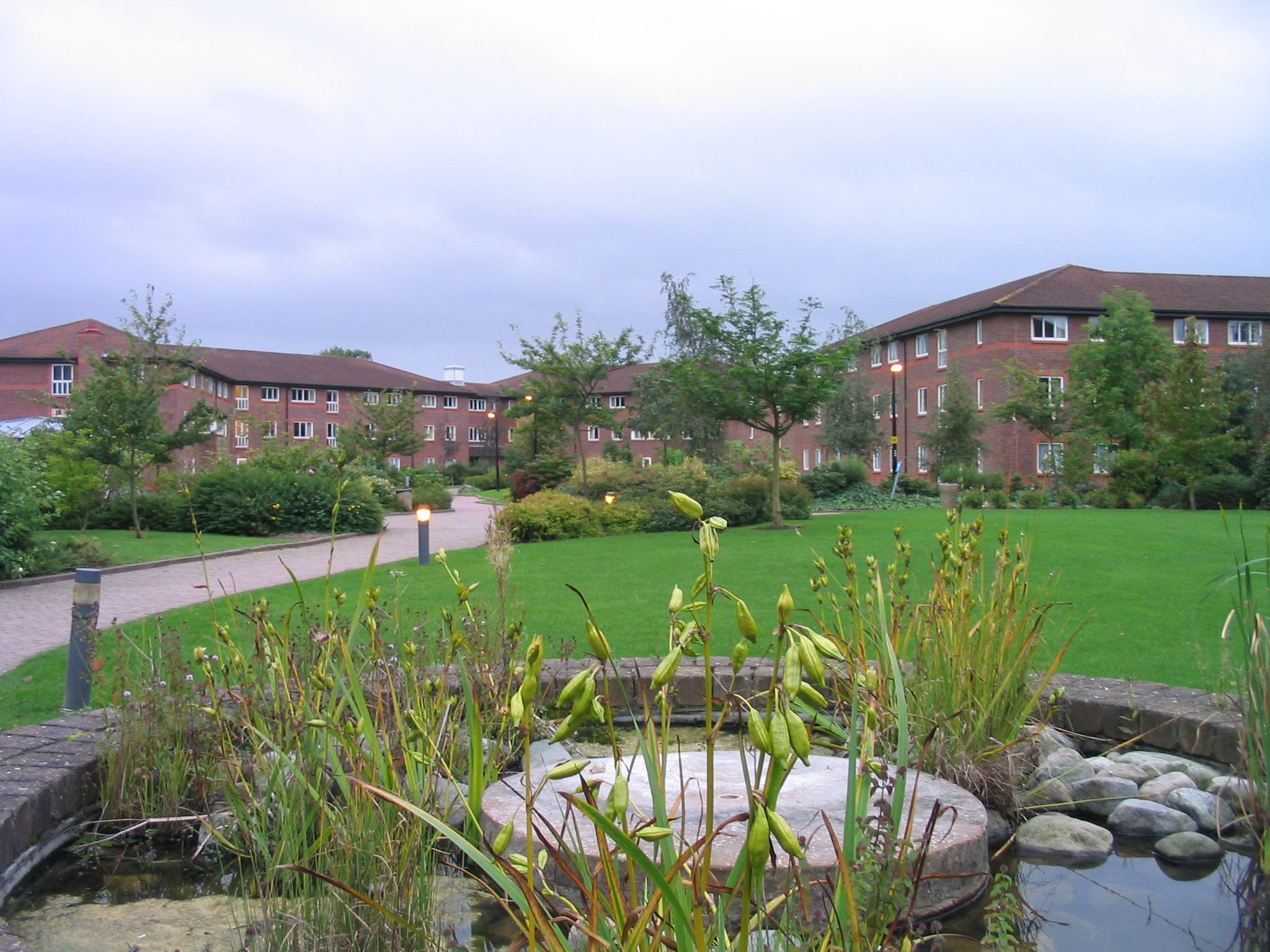
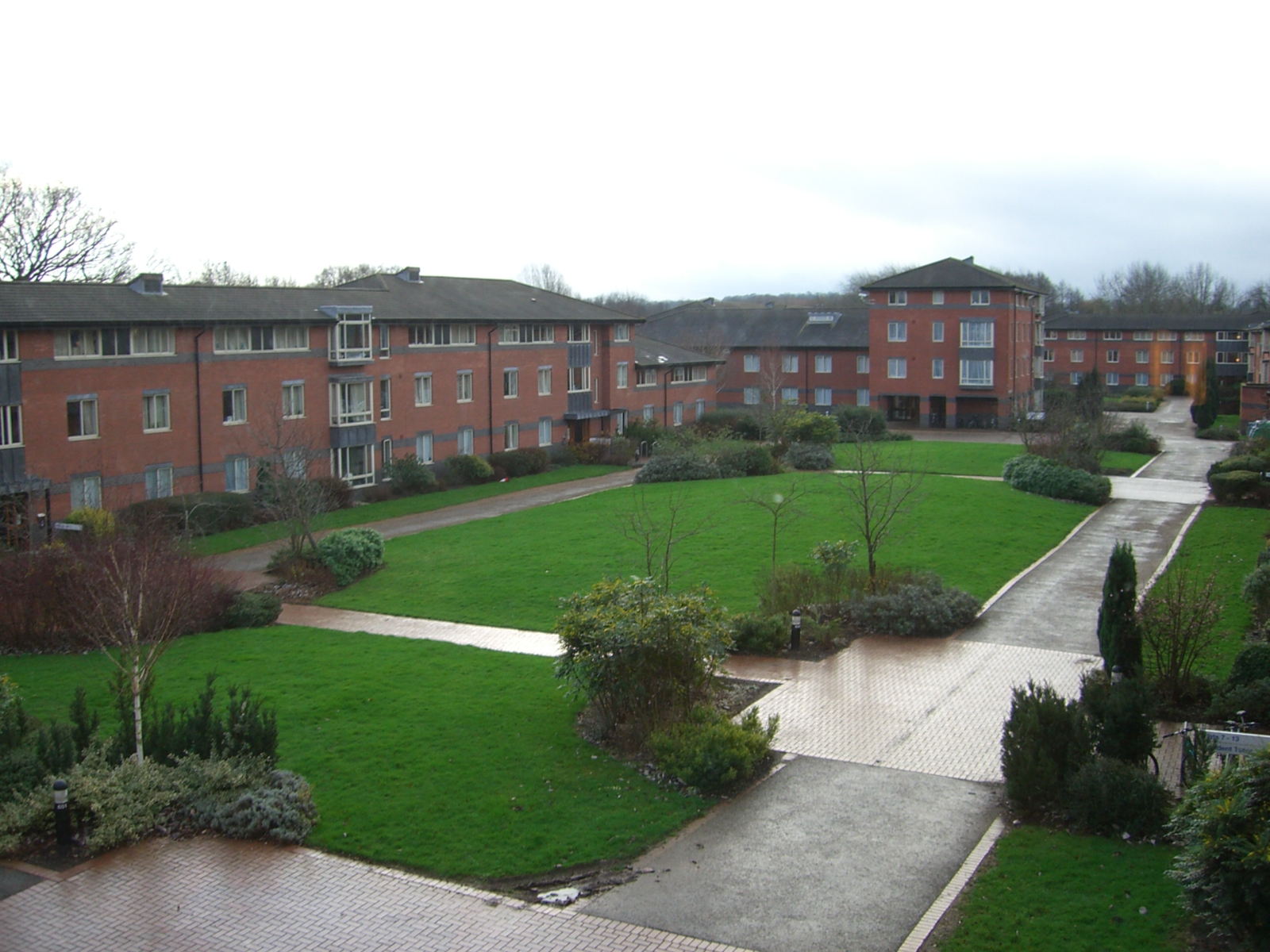
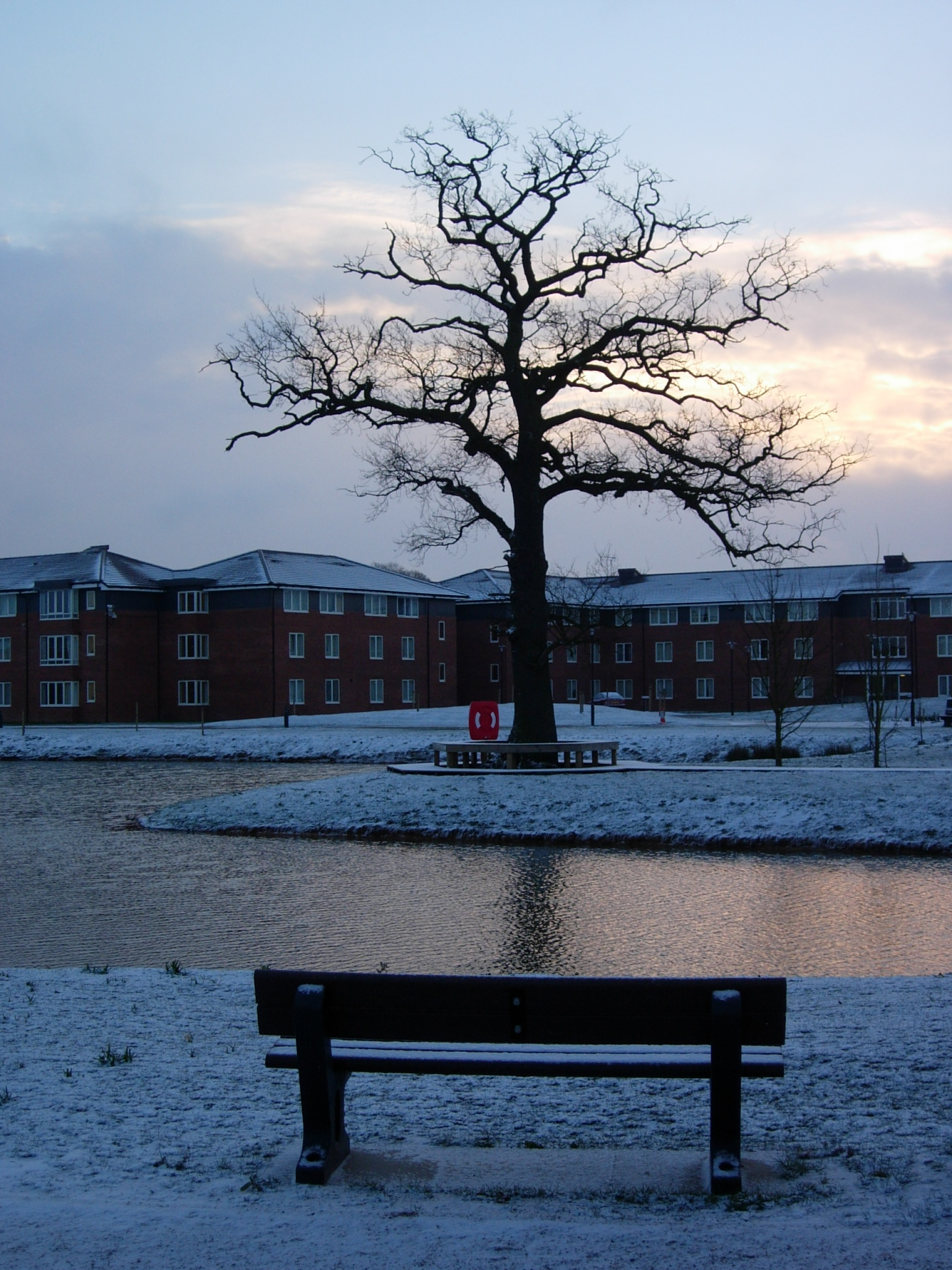
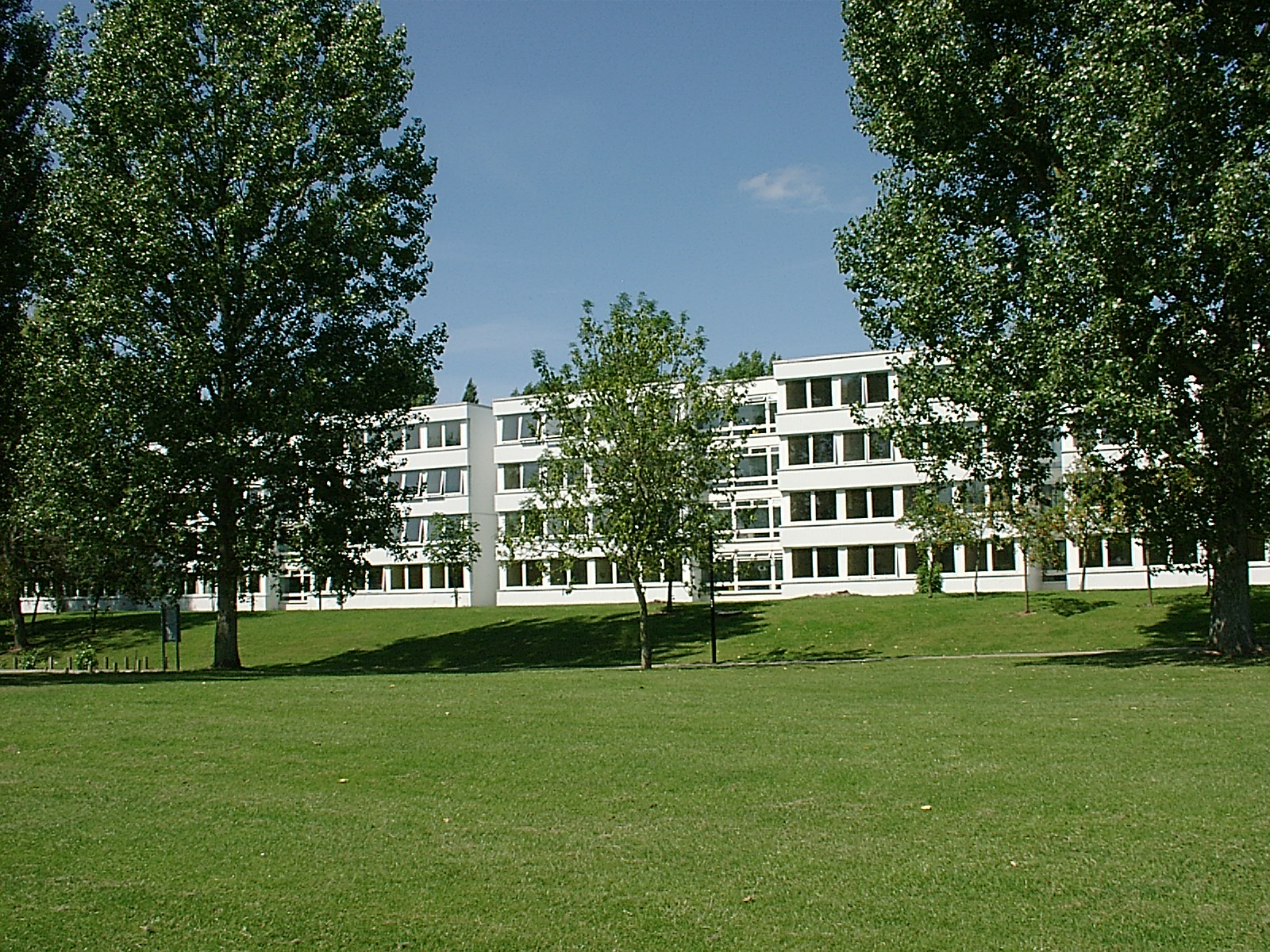
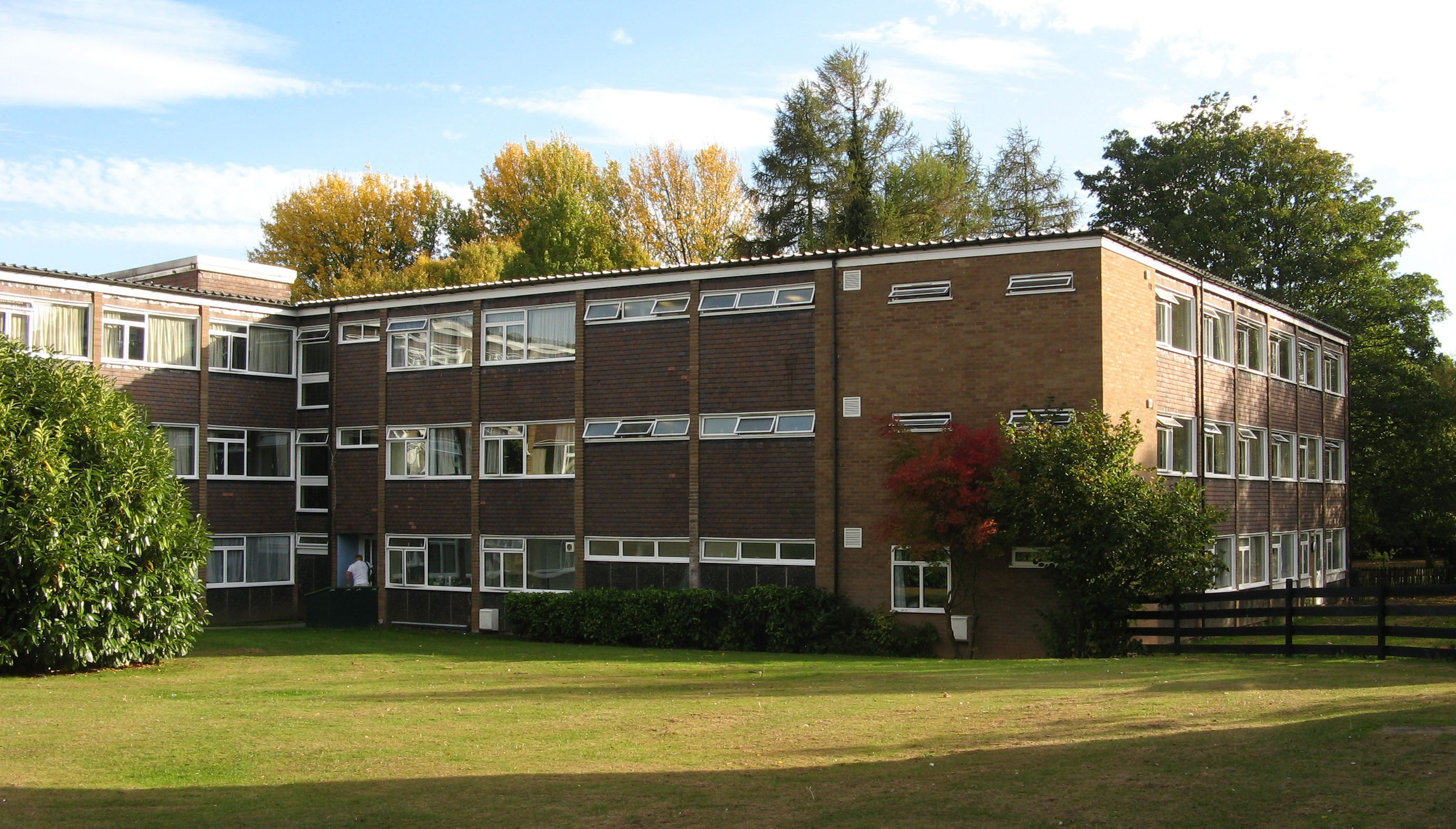

## دانش‌آموختگان سرشناس
- کریستوفر زیمان
- جیمز رابینسن
- کامیار محدث

## دانشکده‌ها
دانشکده‌های این دانشگاه شامل:
- دانشکده هنر
- دانشکده علوم، مهندسی و پزشکی
- دانشکده علوم اجتماعی